# San Miguel Corporation

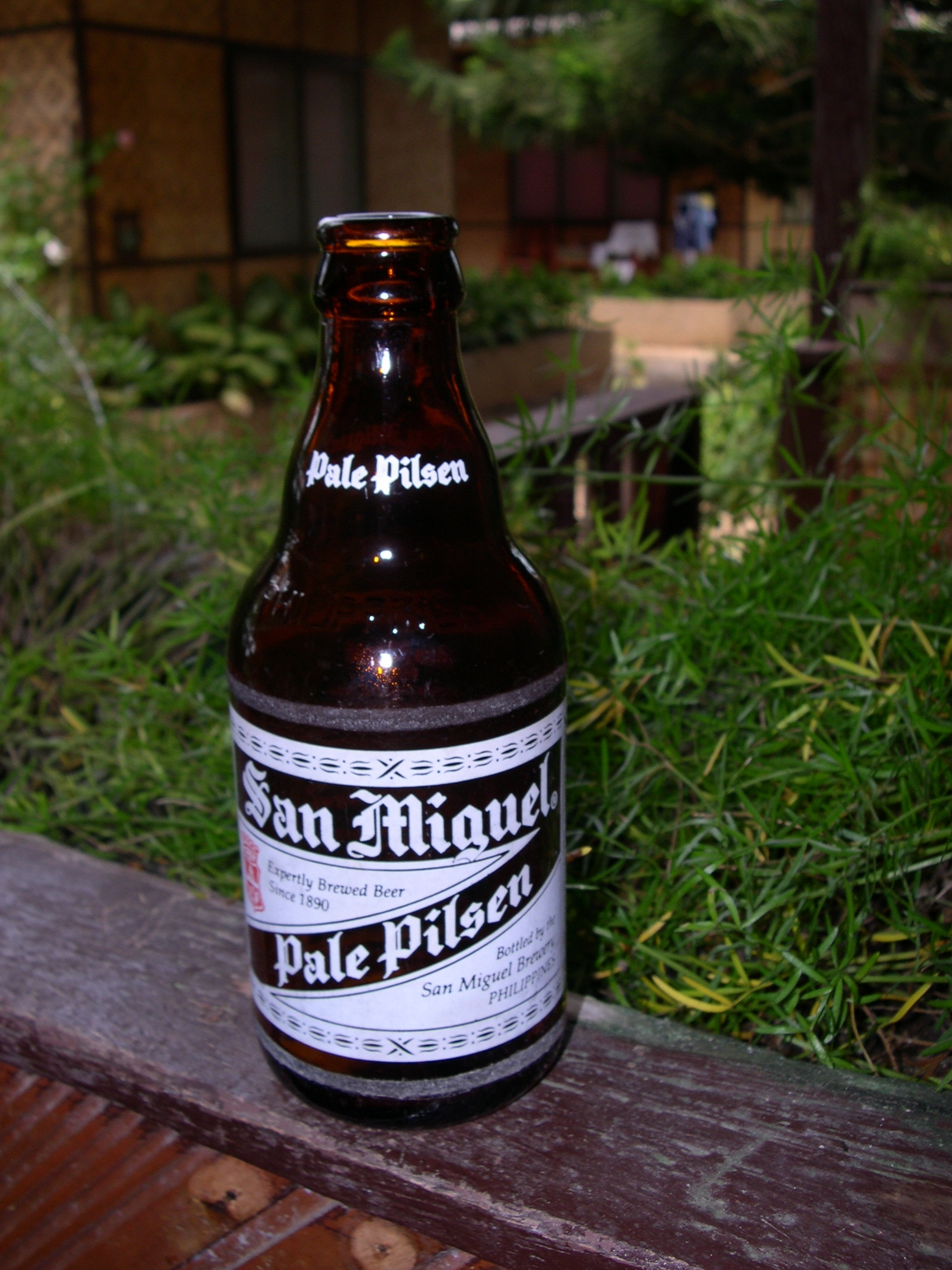
Een San Miguel-biertje

De San Miguel Corporation (SMC) is een bedrijf gevestigd in de Filipijnen dat producten in de voedsel en drank sector maakt. Qua omzet is SMC het op twee na grootste bedrijf van de Filipijnen. Met ongeveer 130 vestigingen in Azië en de Stille Oceaan is het tevens een van de grotere bedrijven van Zuidoost-Azië. In 2008 werd het bedrijf als 1984e opgenomen in de Forbes Global 2000. Het was daarmee samen met PLDT het enige Filipijnse bedrijf in de lijst.
Een van de bekendste producten van het bedrijf is het bier San Miguel.

## San Miguel Bier Divisie
De San Miguel Bier Divisie (SMBD) produceert en distribueert het bestverkochte biermerk van de Filipijnen en Hongkong, San Miguel Pale Pilsen. Naast dit biermerk produceert de divisie nog een hele reeks andere biermerken in binnen- en buitenland. SMBD heeft 90% van de biermarkt van de Filipijnen in handen en ongeveer 25% van de markt in Hongkong. Het bier van SMBD moet niet verward worden met het Spaanse biermerk San Miguel met dezelfde naam, dat sinds de jaren vijftig een zelfstandige brouwer is die overigens wel voortgekomen is uit de SMBD in de Filipijnen.
1. AB InBev · 2. Heineken · 3. CR Beer · 4. Carlsberg · 5. Molson-Coors · 6. Tsingtao Brewery · 7. Asahi · 8. Castel · 9. Yanjing · 10. Efes · 11. Petrópolis · 12. Kirin · 13. San Miguel · 14. Constellation Brands · 15. Diageo (Guinness) · 16. SABECO · 17. Singha · 18. CCU · 19. Mahou-San Miguel · 20. United Breweries · 21. Radeberger · 22. Damm · 23. Pearl River Brewery · 24. ThaiBev · 25. Suntory · 26. TCB Beverages · 27. Oettinger · 28. Sapporo · 29. Royal Swinkels · 30. Bitburger · 31. Krombacher · 32. Paulaner · 33. Hite · 34. Royal Unibrew · 35. HABECO · 36. Obolon · 37. Warsteiner · 38. Olvi · 39. Polar · 40. Gold Star
(Bron: Bart Haas Group rapport 2018/2019 pag.9)